# Resolución 87 del Consejo de Seguridad de las Naciones Unidas
La resolución 836 del Consejo de Seguridad de las Naciones Unidas, adoptada el 29 de septiembre de 1950, considerando que su deber es investigar cualquier situación que pueda conllevar a fricción internacional, el Consejo decidió que respondería a las declaraciones de la República Popular China sobre una invasión armada a la isla de Taiwán después de que el 15 de octubre del mismo año representantes de tanto la República Popular China como Taiwán estuviesen presentes.
La resolución fue aprobada por 7 votos, con 3 votos en contra de la República de China (Taiwán), Cuba y los Estados Unidos y una abstención de Egipto.